# Ostermann & Hartwein

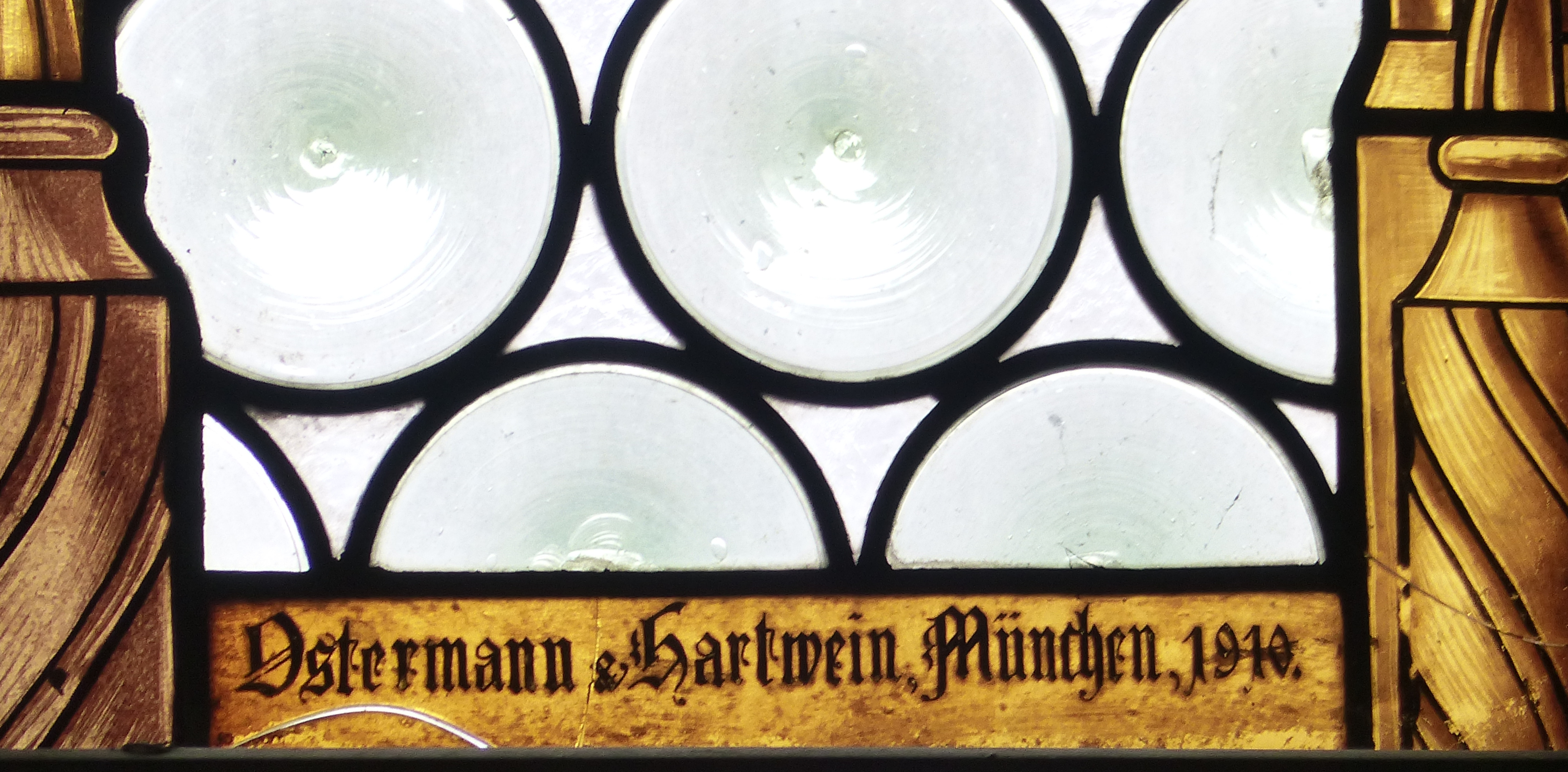
Ostermann & Hartwein

Ostermann & Hartwein, auch Ostermann und Hartwein, war eine bayerische Hofglasmalerei in München mit Sitz in der Schwanthalerstraße 88. Inhaber waren Anton Ostermann und Peter Hartwein. Sie hatten das Unternehmen von Friedrich Dorn übernommen und firmierten zunächst unter Ostermann & Hartwein vorm. Dorn & Cie. Die Übernahme des Geschäfts durch Anton Ostermann (* 26. März 1851) von Friedrich Dorn fand 1882 statt. Die Firma wurde 1928 aufgelöst.

## Werke (Auswahl)

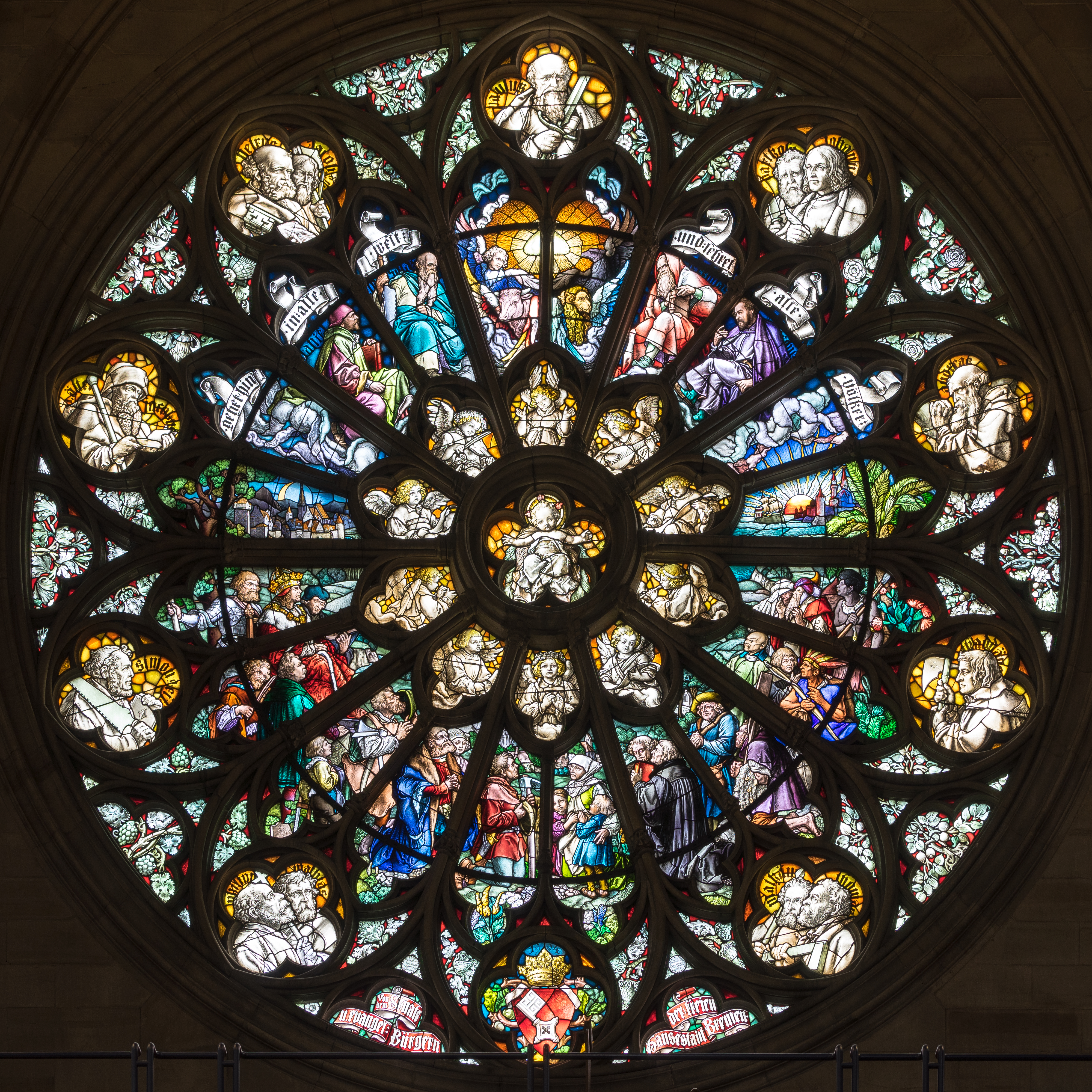
Rosette in der Gedächtniskirche Speyer; Entwurf Jakob Bradl, Ausführung Ostermann & Hartwein

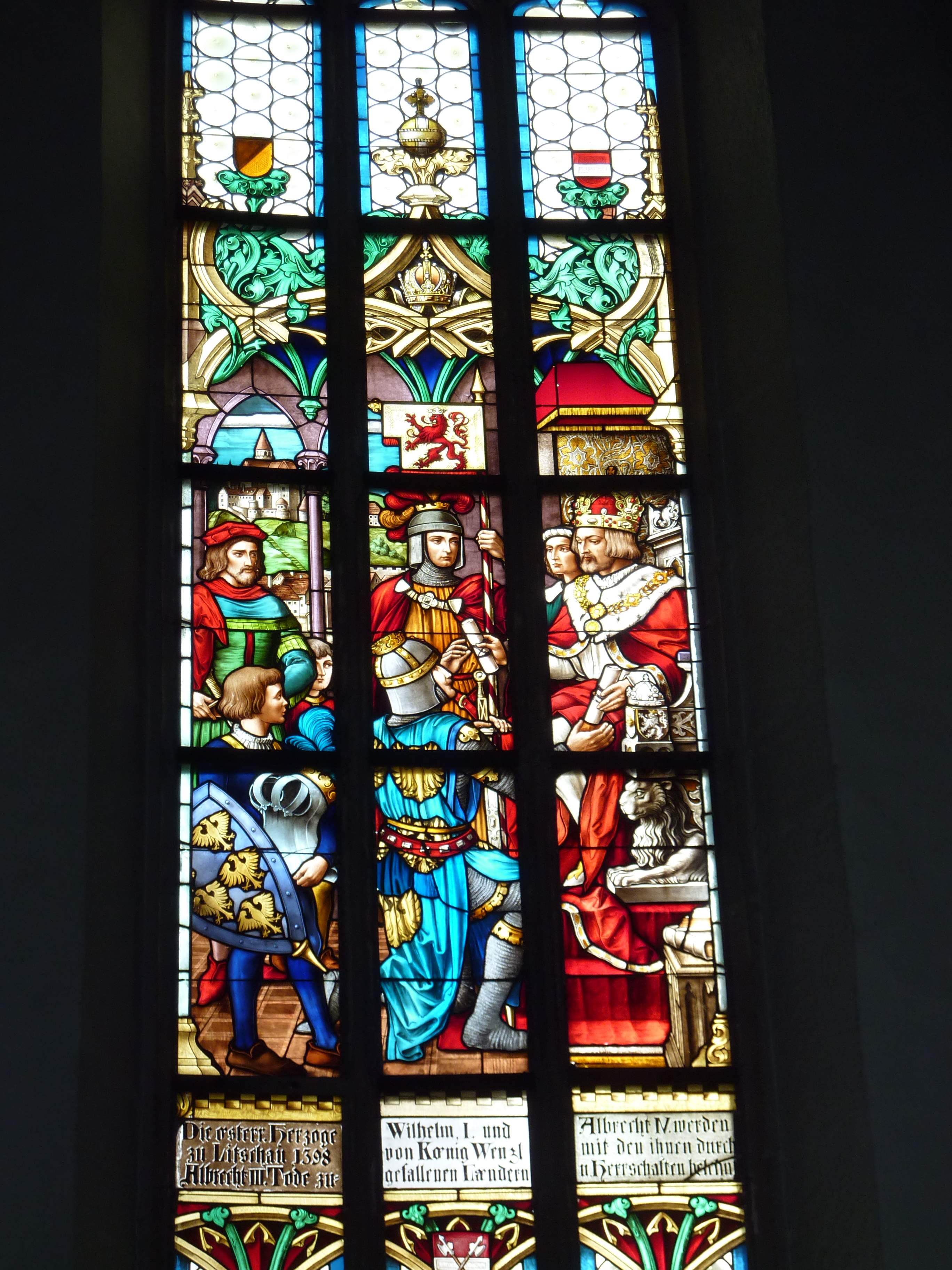
König Wenzel, Albrecht IV. von Österreich, Herzog Wilhelm I., ; Glasfenster in der Pfarrkirche in Litschau, 1911/12

- Glasfenster der Pfarrkirche Fahndorf (1894 bis 1896)
- Glasfenster in der Basilika St. Jakob (Straubing) (um 1895 bis 1908)
- Bleiglasfenster in der Gruftkapelle von St. Laurentius (Pähl) (1897)
- Glasfenster in der Pfarrkirche Rossatz (1897)
- Fenster Mariä-Himmelfahrt-Kirche (Melk) (1897/98)
- Glasmalerei Pfarrkirche Immendorf (Gemeinde Wullersdorf) (um 1900)
- Glasmalereien im Chor der Pfarrkirche St. Georgen am Reith (1900/1901)
- Glasmalereien Pfarrkirche Pöchlarn (1900/1908/1911)
- Glasmalereien in der Pfarrkirche St. Michael in Giebing (1902)[5]
- Glasmalereien Bischöfliches Seminar Melk (um 1903)
- Glasmalereien in der Gedächtniskirche der Protestation (Speyer) (um 1903)
- Glasmalereien in der Evangelischen Christuskirche, London (1904)[6]
- Glasmalereien in der Pfarrkirche Petzenkirchen (1906)
- Glasmalereien in der Pfarrkirche Ollersbach (1906/1908)
- Glasmalereien in St. Maria Himmelfahrt (Herxheim) (1909)
- Glasmalereien in der Martin-Luther-Kirche (St. Ingbert) (1909)[7]
- Glasmalereien Pfarrkirche Eferding (1910)
- Glasmalereien in der Jakobuskirche (Bargau) (1911)
- Glasmalerei in der Pfarrkirche St. Michael in Litschau (1911/1912)
- Glasmalerei Pfarrkirche Reingers (1912)
- Glasmalereien im Chor der Pfarrkirche Steinakirchen am Forst (1913)
- Glasmalerei in der Pfarrkirche St. Maximilian in Linz, Österreich (1914)